# Taeniotes similis
Taeniotes similis är en skalbaggsart som beskrevs av Dillon 1941. Taeniotes similis ingår i släktet Taeniotes och familjen långhorningar. Inga underarter finns listade i Catalogue of Life.